# Списък на царете на Понт
Списък на царете на Понт, древно царство в Анатолия.

## Владетели на Понт
- Митридат I (Понт) (ок.302 – 266 пр.н.е.)
- Ариобарзан (Понт) (266 – 250 пр.н.е.)
- Митридат II (Понт) (250 – 220 пр.н.е.)
- Митридат III (Понт) (220 – 185 пр.н.е.)
- Фарнак I (Понт) (185 – 170 пр.н.е.)
- Митридат IV (Понт) (156 – 150 пр.н.е.)
- Митридат V (Понт) (150 – 120 пр.н.е.)
- Митридат VI (Понт) (120 – 63 пр.н.е.)
- Фарнак II (63 – 47 пр.н.е.)
- Дейотар (63 – 47 пр.н.е.) Помпей въздига тетрарха Дейотар в сан галатски цар

Понт влиза в състава на Римската република (47 – 39 пр.н.е.)
- Дарий (Понт) (39-37 пр.н.е.)
- Полемон I (37-8 пр.н.е.)
- Питодорида (8 пр.н.е. – 23 г.)

- Полемон II (38 – 64 г.)

След 64 г. става римска провинция